# Skarszów Górny
Skarszów Górny (kaszb. Skarszewò Gòrné, niem. Hohenscharsow) – wieś w Polsce położona w województwie pomorskim, w powiecie słupskim, w gminie Dębnica Kaszubska.
W latach 1975–1998 miejscowość administracyjnie należała do województwa słupskiego.

## Nazwa
Nazwa miejscowości, wzmiankowana po raz pierwszy w formie Scharsouwe w 1452, ma pochodzenie słowiańskie i charakter dzierżawczy. Powstała przez dodanie do nazwy osobowej *Skarsz formantu -ów. Niemiecka nazwa Hohenscharsow jest adaptacją fonetyczną pierwotnej nazwy słowiańskiej z wyróżnikiem hoch „wysoki, górny” celem odróżnienia od sąsiedniej miejscowości Unterscharsow „Skarszów Dolny”. Wyróżnik górny w nazwie polskiej jest kalką wyróżnika w nazwie niemieckiej.
Rada Języka Kaszubskiego proponuje kaszubską formę nazwy Skarszewò Górné.

## Zabytki
Piętrowy pałac wybudowany na planie prostokąta, kryty dachem czterospadowym z wolimi oczami. Od frontu ganek z głównym wejściem, zwieńczony tarasemm (balkonem).